# Cladonia subreticulata
Cladonia subreticulata är en lavart som beskrevs av Ahti. Cladonia subreticulata ingår i släktet Cladonia och familjen Cladoniaceae.   Inga underarter finns listade i Catalogue of Life.